# ハッセルブラッド国際写真賞
ハッセルブラッド国際写真賞 （ハッセルブラッドこくさいしゃしんしょう、瑞：Hasselbladstiftelsens internationella pris i fotografi、英：The Hasselblad Foundation International Award in Photography ）は、ハッセルブラッド財団が主催する国際的な写真賞。「写真界のノーベル賞」と言われている。

## 概要
ハッセルブラッド国際写真賞は、写真分野において顕著な功績をあげた人物に贈られる賞であり、たとえば、写真芸術に先駆的な業績をあげた者や後続の世代に大きな影響を与えた者が受賞の対象となる。この賞は、スウェーデンのカメラメーカー「ハッセルブラッド」の経営者であったヴィクトル・ハッセルブラッドとその妻エルナの資産をもとに1980年に設立され、以降は毎年一回、ハッセルブラッド財団により選出されている。
受賞者には、賞金100万クローナ（約1,400万円）、金メダルが授与されるほか、イェーテボリ美術館で展覧会が開かれる。

## 歴代受賞者
| 回 | 年     | 受賞者                         | 国籍             | 備考                                                             |
| -- | ------ | ------------------------------ | ---------------- | ---------------------------------------------------------------- |
| 1  | 1980年 | レナート・ニルソン             | スウェーデン     |                                                                  |
| 2  | 1981年 | アンセル・アダムス             | アメリカ合衆国   |                                                                  |
| 3  | 1982年 | アンリ・カルティエ＝ブレッソン | フランス         |                                                                  |
| -  | 1983年 | （受賞者無し）                 | －               | ハッセルブラッド財団創設者のエルナ・ハッセルブラッド死去に伴う。 |
| 4  | 1984年 | マヌエル・アルバレス・ブラボ   | メキシコ         |                                                                  |
| 5  | 1985年 | アーヴィング・ペン             | アメリカ合衆国   |                                                                  |
| 6  | 1986年 | エルンスト・ハース             | アメリカ合衆国   |                                                                  |
| 7  | 1987年 | 濱谷浩                         | 日本             |                                                                  |
| 8  | 1988年 | エドゥアール・ブバ             | フランス         |                                                                  |
| 9  | 1989年 | セバスチャン・サルガド         | ブラジル         |                                                                  |
| 10 | 1990年 | ウィリアム・クライン           | アメリカ合衆国   |                                                                  |
| 11 | 1991年 | リチャード・アヴェドン         | アメリカ合衆国   |                                                                  |
| 12 | 1992年 | ヨゼフ・コウデルカ             | チェコ           |                                                                  |
| 13 | 1993年 | スネ・ヨンソン                 | スウェーデン     |                                                                  |
| 14 | 1994年 | スーザン・マイゼラス           | アメリカ合衆国   | 初の女性受賞者。                                                 |
| 15 | 1995年 | ロベルト・ホイザー             | ドイツ           |                                                                  |
| 16 | 1996年 | ロバート・フランク             | アメリカ合衆国   |                                                                  |
| 17 | 1997年 | クリステル・ストレムホルム     | スウェーデン     |                                                                  |
| 18 | 1998年 | ウィリアム・エグルストン       | アメリカ合衆国   |                                                                  |
| 19 | 1999年 | シンディ・シャーマン           | アメリカ合衆国   |                                                                  |
| 20 | 2000年 | ボリス・ミハイロフ             | ウクライナ       |                                                                  |
| 21 | 2001年 | 杉本博司                       | 日本             |                                                                  |
| 22 | 2002年 | ジェフ・ウォール               | カナダ           |                                                                  |
| 23 | 2003年 | マリック・シディベ             | マリ             |                                                                  |
| 24 | 2004年 | ベルント&ヒラ・ベッヒャー      | ドイツ           | ベルント・ベッヒャーとヒラ・ベッヒャーの夫婦アーティストに授与。 |
| 25 | 2005年 | リー・フリードランダー         | アメリカ合衆国   |                                                                  |
| 26 | 2006年 | デイヴィッド・ゴールドブラット | 南アフリカ共和国 |                                                                  |
| 27 | 2007年 | ナン・ゴールディン             | アメリカ合衆国   |                                                                  |
| 28 | 2008年 | グラシエラ・イトゥルビーデ     | メキシコ         |                                                                  |
| 29 | 2009年 | ロバート・アダムズ             | アメリカ合衆国   |                                                                  |
| 30 | 2010年 | ソフィ・カル                   | フランス         |                                                                  |
| 31 | 2011年 | ワリッド・ラード               | レバノン         |                                                                  |
| 32 | 2012年 | ポール・グラハム               | イギリス         |                                                                  |
| 33 | 2013年 | ジョアン・フォンクベルタ       | スペイン         |                                                                  |
| 34 | 2014年 | 石内都                         | 日本             |                                                                  |
| 35 | 2015年 | ヴォルフガング・ティルマンス   | ドイツ           |                                                                  |
| 36 | 2016年 | スタン・ダグラス               | カナダ           |                                                                  |
| 37 | 2017年 | リネケ・ダイクストラ           | オランダ         |                                                                  |
| 38 | 2018年 | オスカル・ムニョス             | コロンビア       |                                                                  |
| 39 | 2019年 | 森山大道                       | 日本             |                                                                  |